# Acidente ferroviário de Big Bayou Canot em 1993
O acidente ferroviário de Big Bayou Canot foi o descarrilamento de um trem da Amtrak na CSX Transportation ocorrido na ponte do rio Big Bayou Canot perto de Saraland, Alabama, Estados Unidos, em 22 de setembro de 1993. Foi causado pelo deslocamento de um vão e deformação dos trilhos quando uma barcaça pesada colidiu com a ponte ferroviária oito minutos antes. 47 pessoas morreram e outras 103 ficaram feridas. Até hoje, é tanto o mais mortal acidente de trem na história de Amtrak quanto o pior desastre ferroviário nos Estados Unidos desde o acidente ferroviário da Baia de Newark em 1958, no qual 48 vidas foram perdidas.

## Eventos
Imediatamente antes do acidente, uma barcaça empurrada pelo rebocador Mauvilla (pertencente e operado pela Warrior and Gulf Navigation of Chickasaw, Alabama) fez uma curva errada no Rio Mobile e entrou no Big Bayou Canot, um canal não navegável de água atravessada por uma ponte ferroviária da CSX Transportation. 
O piloto do rebocador, Willie Odom, não foi devidamente treinado para ler seu radar e por isso, devido à pouca visibilidade em meio a forte neblina e sua falta de experiência, não percebeu que estava fora do curso. O barco também carecia de bússola e cartas náuticas. Odom acreditava que ainda estava no Rio Mobile e identificou a ponte no radar como outro rebocador. Após a investigação, ele não foi considerado criminalmente responsável pelo acidente.
A ponte foi atingida pela barcaça Mauvilla por volta das 2h45 UTC-5. O vão foi projetado para girar, de modo que pudesse ser convertido em uma ponte giratória com a adição de equipamento adequado. Nenhuma conversão desse tipo foi realizada, mas o vão não foi adequadamente protegido contra movimentos não intencionais. A colisão forçou a extremidade não protegida da ponte se estendendo por aproximadamente um metro fora do alinhamento e torceu severamente a via. 
Às 2h53 UTC-5, o trem Sunset Limited da Amtrak, movido por três locomotivas (uma GE Genesis P40DC número 819 na frente e dois EMD F40PHs, números 262 e 312) a caminho de Los Angeles, Califórnia, para Miami, Flórida, com 220 passageiros e tripulantes a bordo, cruzou a ponte a cerca de 70 milhas por hora (113 km/h) e descarrilou na curva. A primeira das três locomotivas bateu no vão deslocado, fazendo com que parte da ponte desabasse na água. A locomotiva da frente cravou-se com o nariz na margem do canal e as outras duas locomotivas, junto com o vagão de bagagem, o carro-leito e dois dos seis carros de passageiros, mergulharam na água. Os tanques de combustível das locomotivas, cada um contendo vários milhares de galões de óleo diesel, se romperam com o impacto, resultando em um grande derramamento de combustível e um incêndio. Quarenta e sete pessoas, 42 das quais eram passageiros, morreram - muitas por afogamento, outras por inalação de fogo / fumaça. Outros 103 ficaram feridos. Os quatro tripulantes do rebocador não ficaram feridos. Odom ajudou a salvar 17 pessoas após o acidente usando o mesmo rebocador que empurrou a barcaça que atingiu a ponte. No momento do descarrilamento, a locomotiva líder, número 819, estava em serviço com a Amtrak por apenas vinte dias.
Apesar do deslocamento da ponte, os trilhos soldados continuamente não se romperam. Como resultado, o circuito de via que controla os sinais de bloqueio de abordagem da ponte permaneceu fechado (intacto) e o sinal mais próximo continuou a exibir um aspecto claro (verde). Se um dos trilhos tivesse sido cortado pelo deslocamento da ponte, o circuito da via teria aberto, fazendo com que o sinal de aproximação exibisse um aspecto de parada (vermelho) e o sinal anterior uma indicação de aproximação âmbar (cuidado). Isso pode ter dado ao engenheiro da Amtrak tempo suficiente para parar seu trem ou pelo menos reduzir sua velocidade em um esforço para minimizar a gravidade do acidente.

### Atraso fatal
Um episódio da série de documentários Seconds From Disaster ("Segundos Fatais" no Brasil) do National Geographic Channel examinou o acidente. Além de corroborar as conclusões do relatório oficial do acidente, o programa revelou que o trem saiu atrasado de Nova Orleans devido a um conserto  em uma unidade de ar condicionado e um dos banheiros. Isso o atrasou meia hora. Se não fosse por esse atraso, o Sunset Limited teria passado pela ponte do Big Bayou Canot vinte minutos antes da ponte ser atingida pela barcaça.

## Consequência
Como resultado da investigação deste acidente, o National Transportation Safety Board (NTSB) fez uma série abrangente de recomendações, em 19 de setembro de 1994, ao Departamento de Transporte dos EUA, ao Corpo de Engenheiros do Exército dos EUA, à Guarda Costeira dos EUA, a Federal Emergency Management Agency, Amtrak, a American Waterways Operators, Inc., a Warrior & Gulf Navigation Company, a Association of American Railroads e a American Short Line Railroad Association. Seguindo a recomendação de manter um registro do número de passageiros a bordo, a Amtrak agora registra as listas de passageiros eletronicamente.

## Passageiros notáveis
- Andrea Chancey, uma cadeirante de onze anos, a "criança milagrosa" com paralisia cerebral cujos pais morreram no acidente.[8]
- Ken Ivory e Michael Dopheide, homenageado pela Guarda Costeira por salvar vidas após o acidente.[8]
- O teólogo calvinista R. C. Sproul estava a bordo do Sunset Limited no momento do acidente e, posteriormente, ocasionalmente falava ou escrevia sobre sua experiência.